# Ardisia megalocarpa
Ardisia megalocarpa är en viveväxtart som beskrevs av Ridley. Ardisia megalocarpa ingår i släktet Ardisia och familjen viveväxter. Inga underarter finns listade i Catalogue of Life.